# Liobracon propodealis
Liobracon propodealis är en stekelart som beskrevs av Per Abraham Roman 1924. Liobracon propodealis ingår i släktet Liobracon och familjen bracksteklar. Inga underarter finns listade i Catalogue of Life.